# Tatiana Trad
Tatiana Trad (n. 1976, Campo Grande, Mato Grosso do Sul, Brazilia) este o avocată braziliană.

## Biografie
A fost soția primarului Campo Grande (2017-2022) și președinta Fondului de sprijin comunitar Campo Grande.

## Viață personală
Este căsătorită cu Marquinhos Trad.